# Aeroflot Cargo
CJSC "Aeroflot Cargo" (del ruso: ЗАО «Аэрофлот Карго») fue una filial propiedad de Aeroflot-Russian Airlines que fue fundada el 26 de octubre de 2005 y fue incorporada al grupo el 19 de abril de 2006. Es la segunda mayor aerolínea de carga de Rusia, justo por detrás de AirBridge Cargo, filial de .Volga Dnepr En junio de 2009 los accionistas de la compañía aérea de bandera de Rusia, Aeroflot, decidieron declarar la filial de carga, Aeroflot Cargo, en bancarrota.

## Destinos
Aeroflot-Cargo opera a los siguientes destinos (en junio de 2009):

### Asia
- República Popular de China
  - Aeropuerto Internacional de Beijing Capital
  - Aeropuerto Internacional de Hong Kong
  - Aeropuerto Internacional de Shanghái Pudong
- Japón
  - Tokio – Aeropuerto Internacional Narita
- Corea del Sur
  - Seúl – Aeropuerto Internacional de Incheon

### Europa
- Finlandia
  - Aeropuerto de Helsinki-Vantaa
- Alemania
  - Aeropuerto de Frankfurt-Hahn
- Rusia
  - Moscú – Aeropuerto Internacional Sheremetyevo Hub
  - Novosibirsk – Aeropuerto Tolmachevo
  - San Petersburgo – Aeropuerto de Pulkovo

## Flota

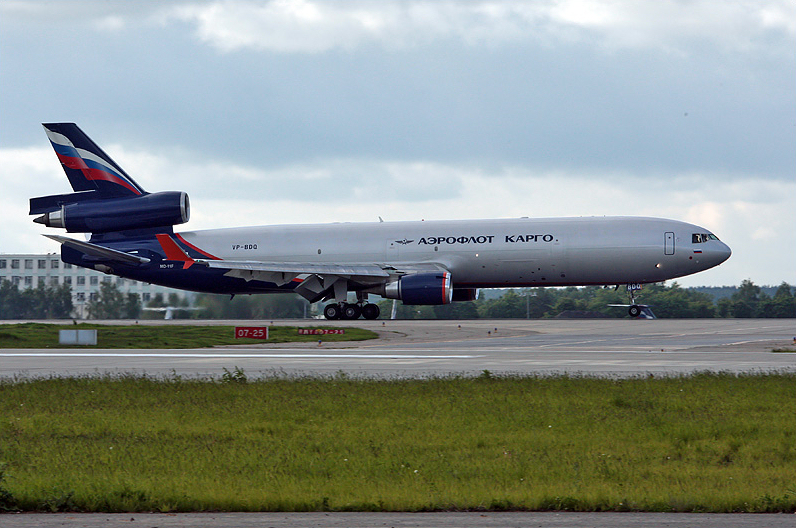
Un MD-11 de Aeroflot-Cargo.

La flota de Aeroflot-Cargo se compone de las siguientes aeronaves (a 1 de agosto de 2009):